# 大卫·马梅特

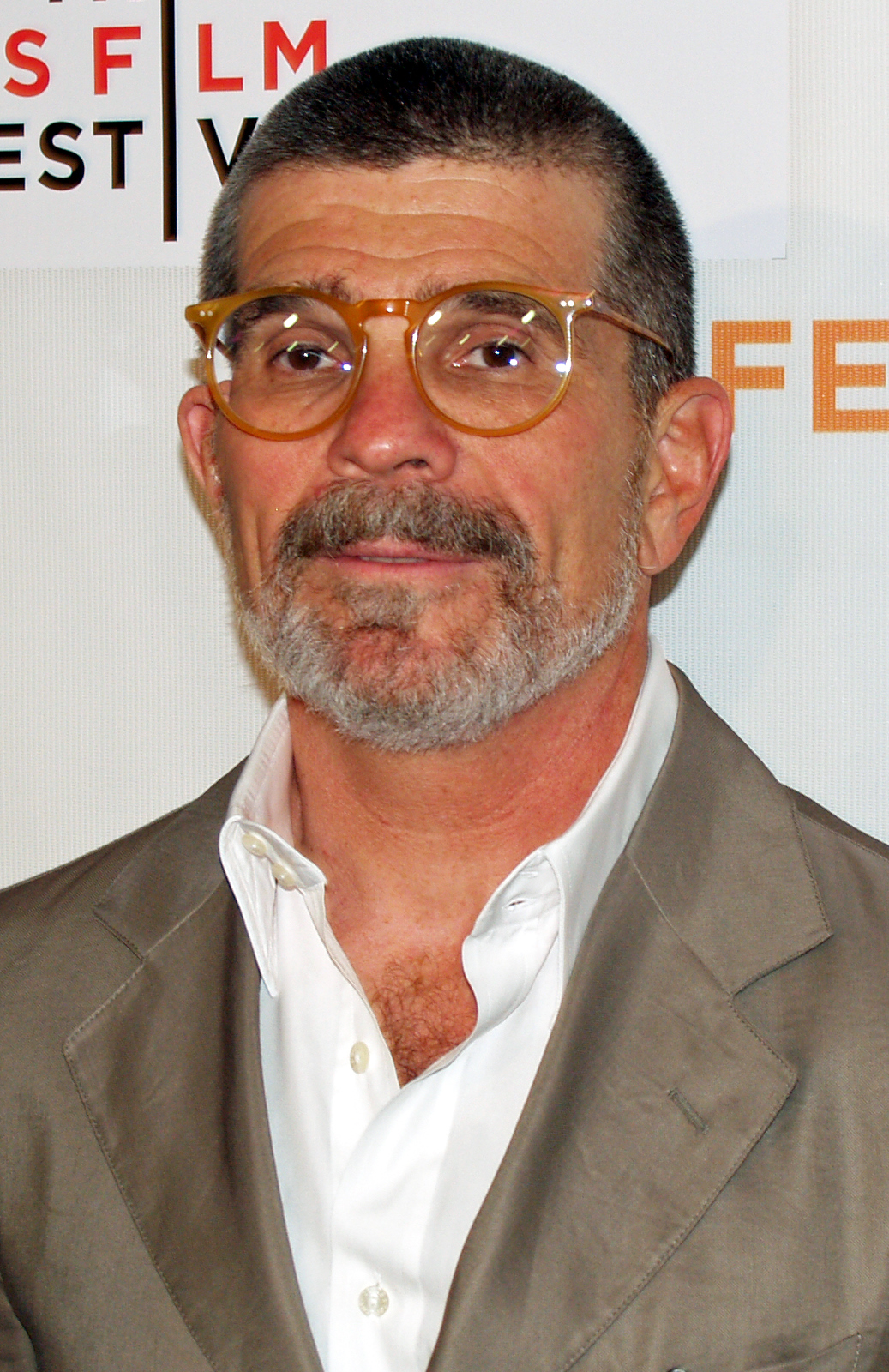
File:David Mamet 2 by David Shankbone.JPG

大卫·艾伦·马梅特（1947年11月30日—）是美国剧作家、作家和电影制片人，畢業於戈達德學院。1984年，他獲頒普利策奖 。除此之外，他還是大審判、铁面无私、桃色風雲搖擺狗和人魔的編劇。马梅特是一名猶太教改革派信徒，而且强烈支持以色列。 